# Stouby Sogn
Stouby Sogn er et sogn i Hedensted Provsti (Haderslev Stift).
I 1800-tallet var Hornum Sogn anneks til Stouby Sogn. Begge sogne hørte til Bjerre Herred i Vejle Amt. Trods annekteringen var Stouby og Hornum to selvstændige sognekommuner. Ved kommunalreformen i 1970 blev de begge indlemmet i Juelsminde Kommune, der ved strukturreformen i 2007 indgik i Hedensted Kommune.
I Stouby Sogn ligger Stouby Kirke.
I sognet findes følgende autoriserede stednavne:
- Belle (bebyggelse, ejerlav)
- Belle Møllebanke (bebyggelse)
- Belle Ødegård (bebyggelse, ejerlav)
- Bellelund (bebyggelse)
- Bjørnkær (bebyggelse)
- Eskehule (bebyggelse)
- Fakkegrav (bebyggelse)
- Gammel Rønsholt (bebyggelse)
- Gammelby (bebyggelse)
- Grund (bebyggelse, ejerlav)
- Hjerrild (bebyggelse)
- Hostrup (bebyggelse, ejerlav)
- Hugholm (bebyggelse)
- Hyrup (bebyggelse, ejerlav)
- Neder Ullerup (bebyggelse)
- Nørkær (bebyggelse)
- Over Ullerup (bebyggelse)
- Rosenvold (bebyggelse, ejerlav, landbrugsejendom)
- Stouby (bebyggelse, ejerlav)
- Stouby Mark (bebyggelse)
- Stoubyskov (bebyggelse)
- Træskohage (areal, bebyggelse)
- Uldal (bebyggelse)
- Åhuse (bebyggelse)